# Conus chaldaeus
Cône astrologue
Espèce
Synonymes
- Conus (Virroconus) chaldaeus (Röding, 1798)
- Conus brunneus var. pemphigus Dall, 1910
- Conus chaldeus (Röding, 1798)
- Conus vermiculatus Lamarck, 1822
- Cucullus chaldaeus Röding, 1798
- Virroconus chaldaeus (Röding, 1798)

Statut de conservation UICN

 LC  : Préoccupation mineure
Le Cône astrologue, Conus chaldaeus, est une espèce de mollusques gastéropodes marins.

## Description
C'est un petit cône (30 mm max), à la coquille courte, large et épaisse, avec une spire relativement élevée et une ouverture de plus en plus large vers la base. Elle est de couleur crème parcourue de motifs bruns plus ou moins réguliers, en forme de rectangles, de chevrons ou de zigzags. Ces motifs sont barrés par deux bandes claires plus ou moins marquées, l'une à l'épaulement et l'autre au tiers supérieur de la coquille. La coquille est souvent couverte d'algues et d'épibiontes qui rendent l'identification in situ difficile. L'intérieur est généralement blanc, et le corps de l'animal est ocre.

## Synonmyes
- Conus (Virroconus) chaldaeus (Röding, 1798)[2]
- Conus brunneus var. pemphigus Dall, 1910[2]
- Conus chaldeus (Röding, 1798)[3]
- Conus vermiculatus Lamarck, 1822[2]
- Cucullus chaldaeus Röding, 1798[2]
- Virroconus chaldaeus (Röding, 1798)[2]

## Galerie

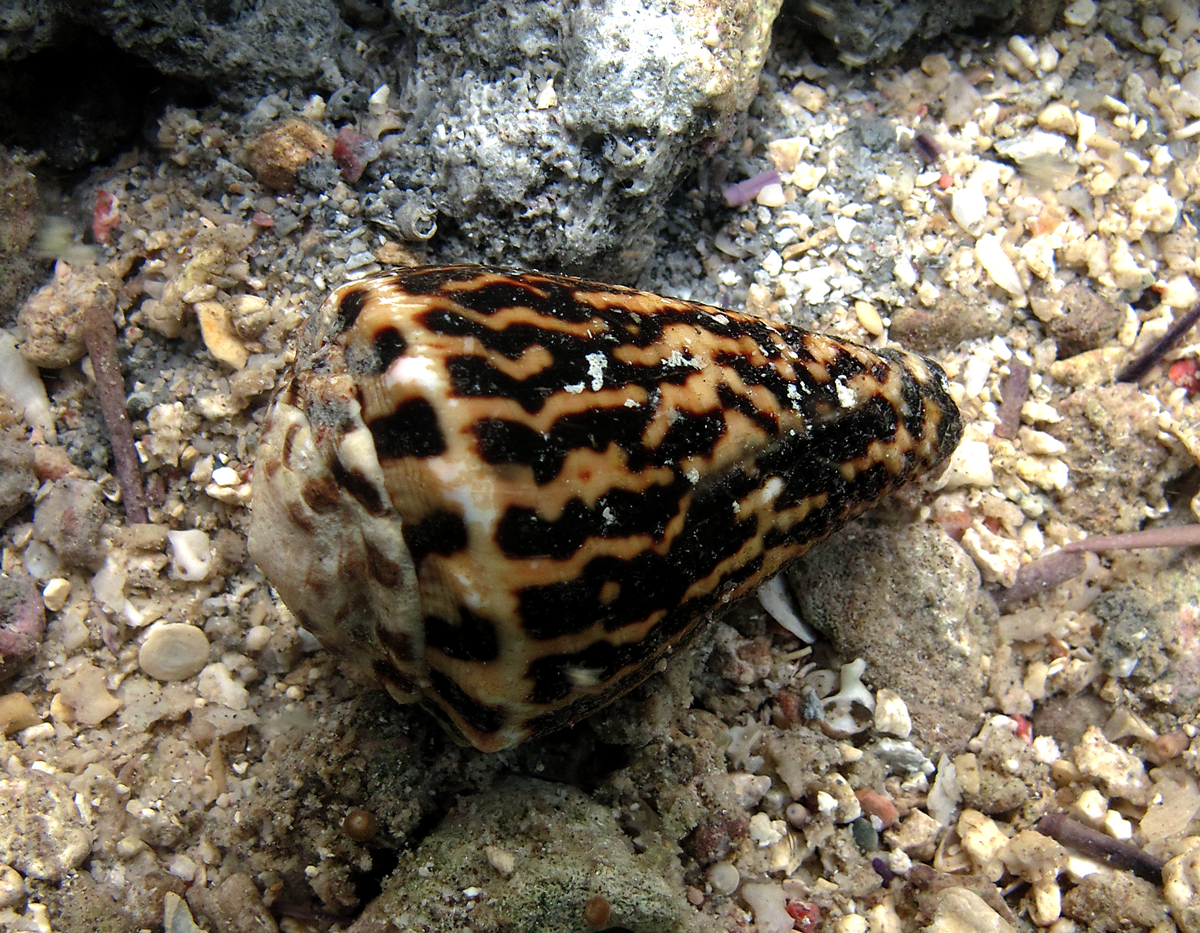
Spécimen in situ à La Réunion.
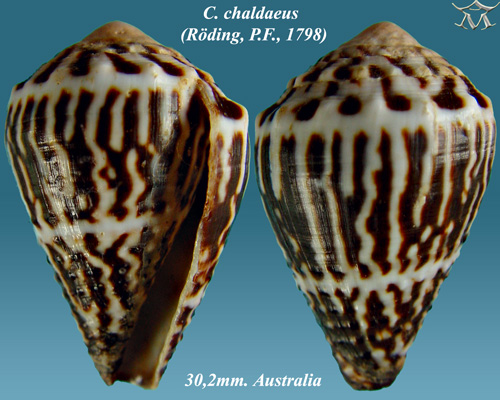
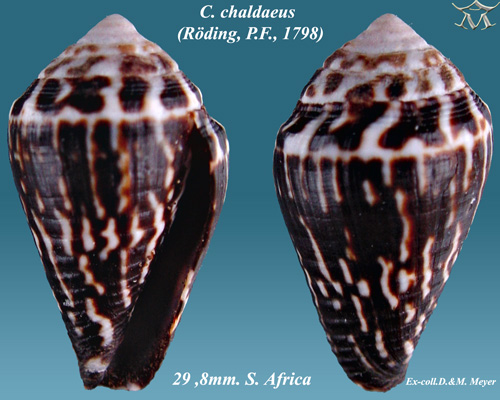
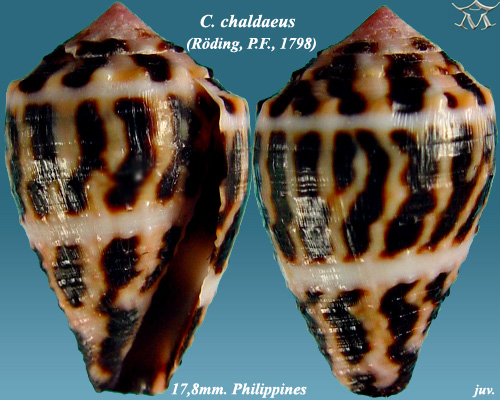

## Habitat et répartition
Cette espèce est présente dans les lagons coralliens de l'océan Indien occidental tropical, notamment sur les côtes est-africaines et aux Mascareignes. Il se rencontre entre la surface et les premiers mètres de profondeur, sur les fonds sableux des récifs ; il est de mœurs nocturnes et passe la journée bien dissimulé.

## Écologie et comportement
Comme tous les cônes, Conus chaldaeus est un prédateur carnivore efficace. Il chasse principalement des polychaetes (néréides, eunicides), qu'il tue à distance au moyen des dards empoisonnés que projette son siphon. Ces dards peuvent occasionner des douleurs chez l'Homme, mais C. chaldaeus n'est pas dangereux (contrairement à d'autres espèces de cônes).